# Meriem Derkaoui
Pour les articles homonymes, voir Meriem et Derkaoui.
Meriem Derkaoui, née le 25 septembre 1955 à Saïda, est une femme politique française.
Membre du Parti communiste français, elle est conseillère départementale de 2015 à 2021 et maire d'Aubervilliers de 2016 à 2020.

## Biographie
Meriem Derkaoui est née d'un père chauffeur de taxi et indépendantiste algérien mort le 22 février 1962 et d'une mère agente hospitalière marocaine. Elle a été réintégrée dans la nationalité française en 1997.
Féministe revendiquée, diplômée d'un DEA de droit de l’économie internationale, de double nationalité algérienne et française, Meriem Derkaoui a adhéré au Parti communiste français en 2000 et devient maire-adjointe déléguée aux sports de Jack Ralite, alors sénateur-maire d'Aubervilliers lors des élections municipales de 2001 et le restera jusqu'en 2008. Elle siège ensuite six ans dans l'opposition municipale.
Mériem Derkaoui est élue première adjointe au maire d'Aubervilliers, déléguée à l'enseignement et à la jeunesse à l'issue des élections municipales de 2014. Elle est élue vice-présidente de la communauté d'agglomération Plaine Commune chargée de la rénovation urbaine et de la politique de la Ville, fonction qu'elle abandonne lors de la transformation de Plaine commune en établissement public territorial, pour rester simple conseillère territoriale.
Élue avec Pascal Beaudet conseillère départementale du canton d'Aubervilliers lors des élections départementales de 2015, elle est nommée seconde vice-présidente du conseil départemental de la Seine-Saint-Denis le 2 avril 2015, chargée de la culture.
À la suite de la démission de Pascal Beaudet de son mandat de maire d'Aubervilliers et sur sa proposition, elle est présentée par la majorité municipale pour le remplacer. Mériem Derkaoui a été élue maire d'Aubervilliers par le conseil municipal du 21 janvier 2016,,,, élargissant la majorité en ralliant cinq voix de l’opposition venues du groupe socialiste et du PRG, et devenant ainsi l’une des trois femmes avec Anne Hidalgo, maire de Paris et Nicole Goueta, maire de Colombes à diriger une ville de plus de 80 000 habitants en Île-de-France.

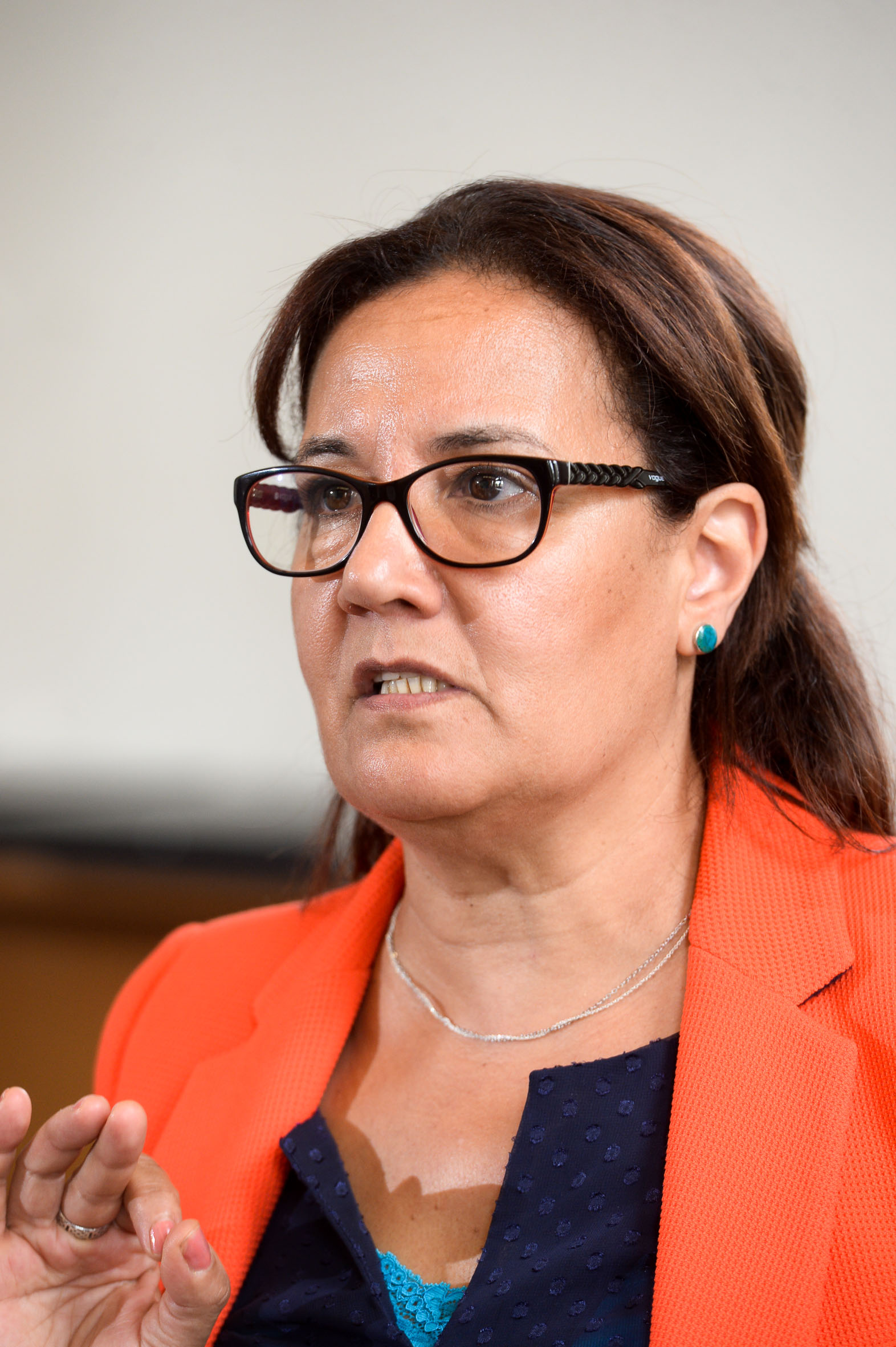
Mériem Derkaoui en 2017.

Elle parraine la candidature de Jean-Luc Mélenchon pour l'élection présidentielle de 2017. Lors des élections législatives de 2017, elle apporte son soutien au candidat Patrick Le Hyaric en interrogeant publiquement Jean-Luc Mélenchon sur le sens de la candidature de la France Insoumise dans la circonscription Aubervilliers-Pantin.
Le 10 janvier 2018, lors de ses vœux, elle appelle « chacune et chacun à ne pas céder à la tentative de division des forces de gauche » et à se rassembler autour de valeurs communes. Le jeudi 14 mars 2019, elle est invitée à débattre face à Marine Le Pen, dans L'Émission politique de France 2, présentée par Léa Salamé.
Elle donne à sa gestion municipale une inclinaison écologique avec l'ouverture d'espaces verts, le soutien apporté à l'agriculture urbaine, l'entrée dans la zone à faibles émissions (ZFE), et l'adoption d'un plan local d'urbanisme comprenant la plantation d'arbres.
Le 15 mars 2019, le Parti communiste la désigne tête de liste à Aubervilliers pour les élections municipales de 2020. Elle annonce publiquement sa candidature dans une interview accordée à la presse.
En septembre 2019, Europe Écologie Les Verts annonce également la soutenir.
Le 2 janvier 2020, l'ex député PS Daniel Goldberg annonce officiellement son ralliement à la liste menée par Mériem Derkaoui.
Le 19 janvier 2020, La France insoumise d'Aubervilliers déclare participer au rassemblement initié par Mériem Derkaoui en soutenant sa candidature pour les élections municipales. La liste qu'elle mène recueille 18 % des voix au premier tour et est battue au deuxième tour par la liste conduite par Karine Franclet (UDI).

## Carrière professionnelle
Mériem Derkaoui a commencé sa carrière professionnelle en mai 1979 à Alger en tant que chargée d’études à la Direction générale de la sécurité sociale puis dès 1986 cheffe du département des relations internationales.
En octobre 1990, elle quitte l’Algérie pour la France et y reprend des études de droit à l’université Paris-Descartes. Elle s’engage parallèlement dans la vie associative. De décembre 1991 à juin 1995, elle donnera des cours d’alphabétisation au sein de l’Association de formation pour les travailleurs immigrés (AEFTI) pour le compte de l’association « Femmes dans la Cité » de Stains. Elle est également animatrice, sous la direction d’Hibat Tabib, du centre social Georges Brassens à Pierrefitte-sur-Seine, implanté au cœur de la cité des Poètes.
En 1995, elle intègre la fonction publique territoriale et devient chargée de mission Politique de la ville et démocratie participative à Saint-Denis, puis dirige entre 2007 et 2008 la maison de quartier de la Plaine Saint-Denis.
En 2008, elle devient chargée de projet au sein de la direction des affaires européennes et internationales du conseil général de Seine-Saint-Denis (actuel conseil départemental). Elle y est notamment chargée des dossiers autour de culture de la paix et de la coopération décentralisée avec trois villes palestiniennes, Jénine, Qalqilya, Tulkarem et la ville israélienne d'Acre.
Fonctionnaire territoriale, elle est aujourd'hui en position de détachement.

## Activités militantes et politiques
En 1975, Mériem Derkaoui adhère au Parti de l'avant-garde socialiste (PAGS) qui ne sera légalisé en Algérie qu'en 1989.
Étudiante, elle intègre le comité de volontariat universitaire (CVU), relais de la révolution agraire dans les campagnes, et devient membre du comité pédagogique de la faculté d’Oran.
En 1978, alors qu’elle poursuit un troisième cycle de droit à l’université de Ben Aknoun (Alger), elle milite au sein de l’Union nationale de la jeunesse algérienne (UNJA). En 1979, lors du congrès de l’UNJA, elle est élue responsable pour les droits des jeunes filles pour la wilaya d’Alger.
En juin 1980, le congrès extraordinaire du FLN, organisé après la mort du président Boumediene, adopte dans les statuts du FLN l’article 120, faisant obligation à tout responsable d’organisation d’adhérer au parti unique. L’Union de la wilaya d’Alger de l’UNJA, instance dont elle faisait partie, est alors dissoute.
Elle continuera néanmoins à agir au sein des comités locaux de défense de la Sécurité sociale, des droits des femmes, de la liberté d’expression et pour le multipartisme.
En février 1989, l’Algérie adopte une réforme constitutionnelle qui légalise le pluralisme. Le PAGS, dont elle est toujours membre, sort de la clandestinité. Elle militera pour les listes PAGS au cours de la campagne des élections municipales en juin 1990 (premières élections pluralistes en Algérie). Des élections remportées en majorité par les islamistes du Front islamique du salut (FIS).
En octobre 1990, la montée de l’intégrisme religieux, la répression des militants politiques et le climat de pression professionnelle conduiront Mériem Derkaoui à s’installer à Paris avec ses deux enfants.
En 1994, elle fonde avec d’autres militantes féministes le « rassemblement des femmes démocrates » (RAFD), une association qui a pour but d'« organiser la solidarité avec les femmes démocrates en Algérie qui luttent pour la liberté, l’égalité des sexes et la citoyenneté. »
Au nom de l'association et jusqu'en 2002, elle sillonnera la France pour animer des conférences et des débats autour des droits des femmes. Elle s'exprimera lors du congrès de Liévin du Parti socialiste en 1994 et interviendra au Parlement européen, à l'Assemblée nationale française et au Sénat.
Aux élections européennes de juin 1999, elle est candidate sur la liste du Parti communiste français en tant que personnalité.
En 1999, elle adhère au Parti communiste français et en 2000 est élue lors du XXXe congrès du Parti communiste français de Martigues au comité exécutif national. De 2002 à 2004, elle est chargée de la solidarité internationale envers les femmes puis des relations avec les partis progressistes des DOM-TOM.
Elle est réélue en 2006 au comité exécutif pour un nouveau mandat et sera chargée des droits des jeunes et toujours des relations avec les partis progressistes des DOM-TOM.
Mériem Derkaoui est membre du conseil national du Parti communiste français.
Le 2 juin 2016, elle intervient en ouverture du 37e congrès du PCF à Aubervilliers.
Le 24 novembre 2017, elle intervient en ouverture de la cérémonie d'hommage à Jack Ralite à Aubervilliers.

## Mandats politiques
- De 2001 à 2008, adjointe au maire d'Aubervilliers déléguée aux sports sous le mandat de Jack Ralite
- De 2002 à 2007, suppléante de Muguette Jacquaint, députée pour la 13e circonscription de la Seine-Saint-Denis.
- De 2008 à 2014, conseillère municipale d’opposition d’Aubervilliers et conseillère générale suppléante de Jean-Jacques Karman pour le canton d’Aubervilliers.
- De 2014 à 2016, vice-présidente à la rénovation urbaine et la politique de la ville de la communauté d’agglomération Plaine Commune
- De 2014 à 2016, 1re adjointe au maire d’Aubervilliers, déléguée à l’enseignement et la jeunesse,
- De 2015 à 2021, conseillère et vice-présidente du conseil départemental de la Seine-Saint-Denis déléguée à la culture et au patrimoine
- 21 janvier 2016 - 4 juillet 2020, maire d'Aubervilliers

## Mandat 2016-2020

### Actions et prises de position

#### Plainte contre l'État
Avec quatre autres maires de Seine-Saint-Denis (Saint-Denis, L’Île-Saint-Denis, Stains et Bondy), elle dépose en septembre 2019 un recours contre l’État pour « rupture d’égalité » dans le but de dénoncer les inégalités qui subsistent sur leur territoire et exigent de l'État les mêmes moyens et les mêmes droits,.
L'absence de réponse conduit les maires à déposer officiellement plainte auprès du tribunal administratif de Montreuil le 7 janvier 2019 mais se retrouvent déboutés en 2023.

#### Agression mortelle de Chaolin Zhang, citoyen albertivillarien
Le 7 août 2016, Chaolin Zhang, un couturier albertivillarien, d'origine chinoise, de 49 ans meurt des suites d'une agression à Aubervilliers. Ce décès provoque une vive émotion parmi les habitants de la ville et l'indignation de la maire d'Aubervilliers qui dénonce un « crime odieux » d'autant « que son mobile crapuleux se double d’un ciblage raciste ».
Le 29 août 2016, avec les maires de Stains, Saint-Denis, La Courneuve et Pantin, elle appelle au renforcement des effectifs de police sur le territoire au nom de « l'égalité républicaine »,.
Elle avait déjà demandé ce renforcement dans un courrier adressé au ministre de l'Intérieur Bernard Cazeneuve avant le drame puis formulée une nouvelle fois lors d'un entretien en présence de la famille de Chaolin Zhang,.
Le 2 novembre 2016, Mériem Derkaoui déclare que le travail pour le renforcement de la sécurité était « bel et bien été engagé » et annonce l'arrivée dans le commissariat d'Aubervilliers de 23 policiers supplémentaires.

#### Crise du logement
À la suite de deux incendies mortels survenus à Aubervilliers durant l'été 2018, Mériem Derkaoui dénonce à plusieurs reprises une crise du logement en France et ses conséquences dramatiques. Elle dénonce l'insalubrité de nombreux logements à Aubervilliers. 
Avec plusieurs maires, parlementaires et élus, elle lance à l'automne 2018 l'appel d'Aubervilliers, afin que le droit au logement devienne une cause nationale.

### Réalisations

#### Aménagement des berges du Canal Saint-Denis
Le 6 juillet 2019, Mériem Derkaoui inaugure un espace vert baptisé « Josette et Maurice Audin », situé sur les berges du Canal à Aubervilliers près du centre commercial Le Millénaire et réalisé par la SEM Plaine Commune Développement pour l'EPT Plaine Commune. L'ouverture de ce parc s'inscrit dans le projet global d'aménagement de la rive gauche du Canal Saint-Denis.
Le projet porté par la ville et l'EPT vise à créer à Aubervilliers une « coulée verte » entre le fort d'Aubervilliers et le canal Saint-Denis, en traversant notamment le quartier de la Maladrerie et le centre-ville.

#### Centre aquatique
Alors que les contours du projet de candidature de Paris aux Jeux olympiques de 2024 se dessinaient, Mériem Derkaoui rappelle l’engagement qui a été fait par l’État en 2005 à la ville d'Aubervilliers de construire le centre aquatique olympique à Aubervilliers et ce, quelle que soit l’issue de la candidature (pour les Jeux de 2012),.
Alors que le site de Saint-Denis a été retenu dans le projet de candidature des Jeux de 2014 pour implanter une piscine olympique, la mobilisation initiée par la maire d'Aubervilliers a finalement permis d'obtenir le respect de l’engagement de réaliser une piscine à dimension olympique au fort d'Aubervilliers dans le cadre d'un contrat d’intérêt national (CIN) signé en janvier 2017.
L'équipement pourrait également servir de centre d’entraînement pour les sportifs olympiques.
Ce contrat d'intérêt national marque la transformation urbaine d'Aubervilliers au sein de la métropole du Grand Paris.

### Priorités

#### Le métro à Aubervilliers

##### Ligne 12
Le prolongement de la ligne 12 du métro au centre-ville est un projet évoqué de longue date et concrétisé en 2002. L’annonce de sa concrétisation par le ministre des Transports de l’époque, Jean-Claude Gayssot, s’était alors accompagnée d’une garantie : celle d’ouvrir les stations au centre-ville dans un délai de 10 ans soit en 2012.
Les retards du chantier s'étant accumulés, l'annonce par voie de presse en octobre 2014 d'une mise en circulation des stations Aimé Césaire et Mairie d’Aubervilliers en 2019 avait conduit les habitants, associations et élus d'Aubervilliers à se mobiliser pour le respect du calendrier.
Inquiète face aux risques d'une fin de chantier en 2020, Mériem Derkaoui avait interpellé publiquement la présidente de la RATP, Élisabeth Borne en février 2017, lui enjoignant de tenir les délais.
Dans son courrier de réponse, la présidente se veut rassurante en annonçant que « la mise en service du prolongement de la ligne 12 reste prévue pour décembre 2019 ».
Le 28 mars 2018, la maire annonce en plein conseil municipal le nouveau report du métro, à une date indéterminée. Une situation qu'elle considère comme « une preuve de mépris » à l'égard d'Aubervilliers et de ses habitants.
À la suite de son appel à la mobilisation, un rassemblement s'est tenu le 9 avril devant le siège de la RATP puis en mairie d'Aubervilliers en présence de la direction de la RATP
Le 4 février 2019, lors du Grand débat national avec les maires, Mériem Derkaoui interpelle publiquement le président de la République, Emmanuel Macron, sur le retard de prolongement du métro de la ligne 12 annoncé désormais pour fin 2021. Elle y réitère sa demande d’un audit indépendant pour faire la lumière sur les défaillances de l'État, de la RATP et d'IDF Mobilité. Considérant que les villes populaires de Seine-Saint-Denis sont « discriminées », dont Aubervilliers, Mériem Derkaoui demande aussi au président des mesures fortes, afin de rétablir l’égalité républicaine dans un territoire qu'elle juge « assoiffé d'égalité ».

##### Le Grand Paris Express
Dans le cadre du chantier de construction de la ligne 15 du Grand Paris Express, la Société du Grand Paris (SGP) avait envisagé une coupe d’arbres dans le square de la Maladrerie à Aubervilliers. Le 11 juillet 2019, la maire Mériem Derkaoui annonce publiquement son refus d'abattage de ces arbres et décide de prendre un arrêté afin d'interdire cette démarche.

#### Police
Le 10 janvier 2018, lors de la cérémonie des vœux, Mériem Derkaoui annonce les avancées obtenues en 2017, dont l' arrivée par vagues successives de 62 nouveaux fonctionnaires de police et la réouverture du troisième bureau de poste.
Le 22 février 2019, elle accueille à Aubervilliers le ministre de l'Intérieur Christophe Castaner, à la suite de l'annonce gouvernementale d'un renforcement des effectifs de police dans le quartier Villette Quatre Chemins.